# Raphaël Conil
Raphaël Conil (* 5. Juli 1930 in Brugelette; † 7. Juli 1990 in Hamme-Mille) war ein belgischer Geologe und Paläontologe.
Conil besuchte das Kolleg von Ath, wo er vom Abbé Albert Delcourt, einem Pollenkundler, mit dem er später auch publizierte, für die Paläontologie interessiert wurde. 1954 machte er seinen Abschluss in Geologie und Paläontologie an der Katholischen Universität Löwen und wurde dort 1957 bei Etienne Asselberghs promoviert über die Stratigraphie des Dinantiums nördlich des Beckens von Namur (im Bereich von Dendre bis Orneau). 1957 bis 1960 war er Wissenschaftler des Fonds de la Recherche Scientifique (FNRS) und 1962 wurde er Leiter des Labors für Mikropaläontologie der Petrofina, nachdem er 1961 ein Praktikum in Mikropaläontologie bei Maurice Lys am französischen Erdölinstitut absolviert hatte. 1963 wurde er Lehrbeauftragter (Chargé de Cours), 1969 außerordentlicher Professor und 1971 Professor an der Katholischen Universität Löwen (als Nachfolger seines Mentors Marius Lecompte). Er lehrte vor allem Paläontologie der Wirbellosen und Mikropaläontologie. Er war unter anderem Gastprofessor an der Universität Lüttich und der State University of New York at Brockport.
Er forschte weltweit unter anderem in Großbritannien, Deutschland (wo er zum Beispiel mit Eva Paproth zusammenarbeitete), Frankreich, Spanien, Norwegen, Schweden, der Türkei, den USA, Mexiko, dem Iran, China und Russland einschließlich Sibirien. Er war Mitglied der Devon-Karbon-Arbeitsgruppe der International Union of Geological Sciences und stand der Kommission für die Stratigraphie des Dinantiums vor.
Er verfasste 124 wissenschaftliche Arbeiten. Er untersuchte zunächst vor allem die Verwendung von Foraminiferen und später Conodonten für die Stratigraphie und entwickelte neue Methoden, Mikrofossilien in harten Gesteinsschichten zu untersuchen, wo sie zuvor weniger beachtet wurden. In den 1960er Jahren arbeitete er unter anderem mit Maurice Lys über Mikrofossilien des Dinantium und mit Henri Pirlet (Universität Lüttich) über die Stratigraphie des Dinantium in Belgien zusammen. Mit Pirlet und Eric Groessens veröffentlichte er 1977 eine stratigraphische Einteilung des Karbons in Belgien und die von ihnen vorgeschlagenen Stufen Hastarium, Ivorium, Warnantium, Livium, Moliniacium wurden später international in die Stratigraphie übernommen. Weitere Mitarbeiter waren Maurice Streel und Jos Bouckaert.
1984 wurde er korrespondierendes Mitglied der Paläontologischen Gesellschaft und 1987 korrespondierendes Mitglied der Königlichen Belgischen Akademie der Wissenschaften. 1965 und 1990 erhielt er den Prix Adolphe Wetrems der belgischen Akademie der Wissenschaften und postum erhielt er den André-Dumont-Preis der belgischen geologischen Gesellschaft.